# Raffenaldia
Raffenaldia es un género de fanerógamas perteneciente a la familia Brassicaceae. Comprende dos especies descritas y   2 aceptadas.

## Taxonomía
El género fue descrito por Dominique Alexandre Godron y publicado en Florula Juvenalis 5. 1853.

## Especies aceptadas
A continuación se brinda un listado de las especies del género Raffenaldia aceptadas hasta septiembre de 2013, ordenadas alfabéticamente. Para cada una se indica el nombre binomial seguido del autor, abreviado según las convenciones y usos.
- Raffenaldia platycarpa (Coss.) Stapf
- Raffenaldia primuloides Godr.